# Veracruz de Ignacio de la Llave
Veracruz de Ignacio de la Llave (Nahuatl: Totonicahpan, Totonaaks: Berakrus, Otomí: Bërakru) is een van de 31 staten van Mexico. De staat heeft een oppervlakte van 71.699 km² en 7,3 miljoen inwoners. De hoofdstad is niet Veracruz, maar Xalapa de Enríquez. Andere steden in Veracruz zijn Coatzacoalcos, Córdoba, Minatitlán, Poza Rica, Orizaba en Tlacotalpan. Van noord naar zuid grenst Verazruz aan Tamaulipas, San Luis Potosí, Hidalgo, Puebla, Oaxaca en Tabasco.

## Geografie
Opvallend aan Veracruz is de langgerekte vorm van de staat. Het strekt zich over een lengte van 750 kilometer van noordwest naar zuidoost uit, maar is gemiddeld slechts 100 kilometer breed. De geografie van Veracruz is in de breedte in twee gebieden te verdelen. Het deel aan de kust van de Golf van Mexico is een langgerekte laagvlakte, terwijl het deel dat landinwaarts ligt bergachtig is. De Oostelijke Sierra Madre, de Trans-Mexicaanse Vulkanengordel en de Zuidelijke Sierra Madre strekken zich uit tot Veracruz. De Piek van Orizaba is met zijn 5636 meter het hoogste punt van de staat en bovendien van heel Mexico. Een geografische anomalie is het vulkanisch gebergte van Los Tuxtlas, dat in het zuiden van de staat ligt en is gescheiden van de andere bergketens. 
De belangrijkste rivieren zijn van noord naar zuid de Pánuco, de Tuxpan, de Cazones, de Jamapa, de Papaloapan, de San Juan en de Coatzacoalcos. Voor de kust bevinden zich een aantal kleine eilanden en lagunes.
In de kuststrook is het klimaat tropisch, heet en vochtig. In de bergen is het klimaat milder, maar nog steeds vochtig. In de nazomer wordt Veracruz regelmatig getroffen door orkanen. In het meest zuidoostelijke deel van de staat bevinden zich uitlopers van het Centraal-Amerikaanse tropisch regenwoud. Het noorden van Veracruz maakt onderdeel uit van de Huasteca, een cultureel-geografisch gebied.

## Bevolking
Veracruz heeft nog een vrij sterke aanwezigheid van Indianen. 20% van de inwoners van Veracruz is Indiaans, en daarvan spreekt de helft een Indiaanse taal. De voornaamste Indiaanse volkeren die in Veracruz leven zijn de Huaxteken, de Nahua, de Totonaken, de Chinanteken, de Mazateken en de Zoque. Doordat het dicht bij het Caribisch Gebied ligt is Veracruz de staat met het grootste percentage Afrikaanse bevolking. Inwoners van Veracruz worden Veracruzanen (Spaans: Veracruzanos) genoemd.

## Economie
De belangrijkste bron van inkomsten is bovenal de winning van aardolie in de Golf van Mexico en het kustgebied. Andere bronnen van inkomsten zijn de productie van rubber, cacao, vanille en katoen en het toerisme.

## Geschiedenis

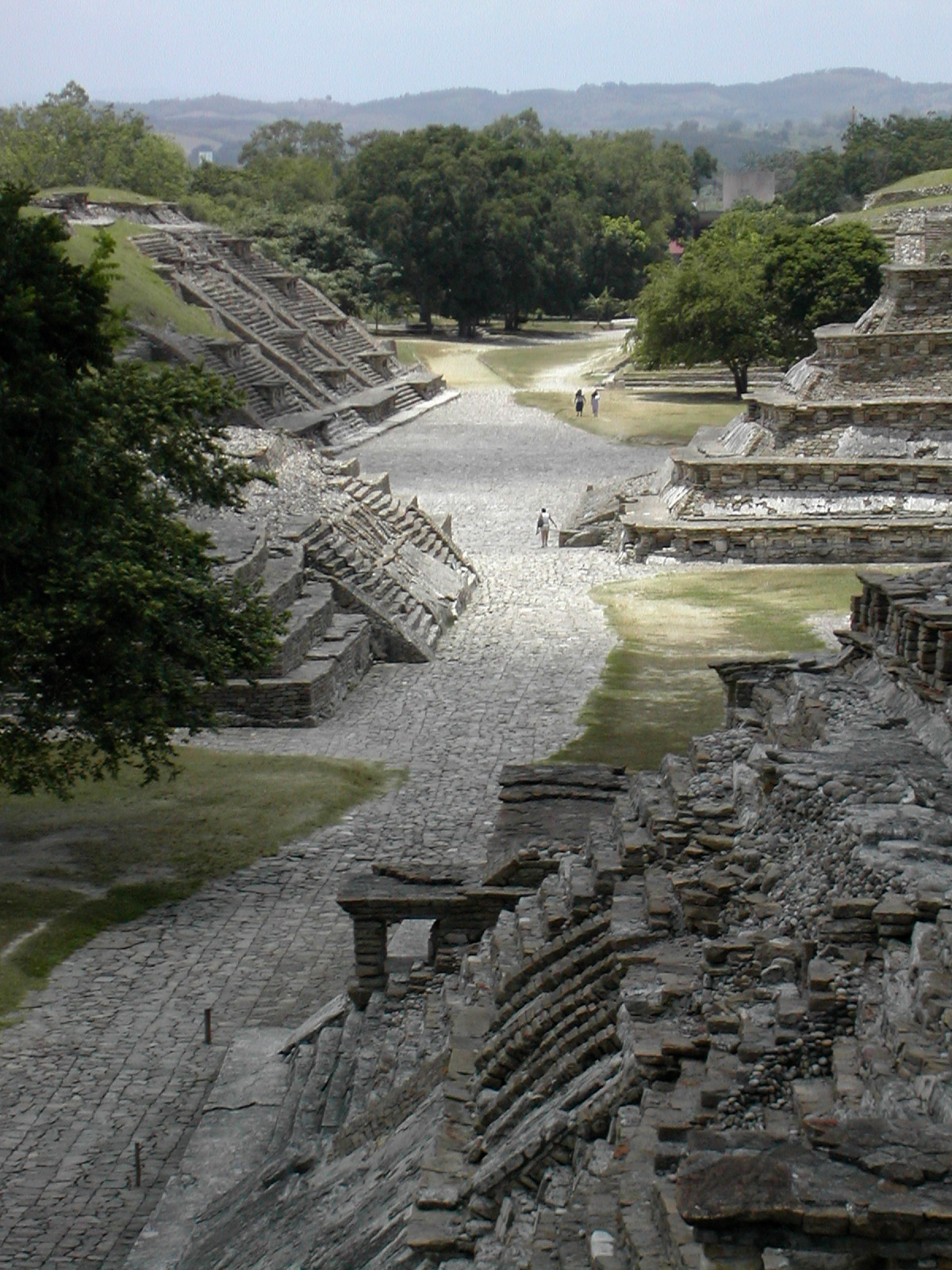
El Tajín

Enkele van de oudste beschavingen van Mexico waren gevestigd in Veracruz. Veracruz was van 1200 v.Chr. tot 400 v.Chr. de woonplaats van de Olmeken. Belangrijke Olmeekse vindplaatsen in Veracruz zijn San Lorenzo en Tres Zapotes. Bij het begin van de jaartelling waren de Olmeekse plaatsen verlaten. Tijdens de Klassieke Periode werd het gebied bewoond door de cultuur van El Tajín, hoewel het waarschijnlijk onder invloed van Teotihuacán stond. In de zesde en zevende eeuw, toen de meeste andere beschavingen van Meso-Amerika instortten, maakte El Tajín juist een groei door. Rond 1300 werd het verlaten en geplunderd, mogelijk door Totonaken of Chichimeken. 
Het machtsvacuüm werd ingevuld door Cempoala, dat echter in de 15e eeuw door de Azteken werd onderworpen. Bij de komst van de Spanjaarden, in 1519, werd het gebied voornamelijk bewoond door de Totonaken en de Huaxteken, en was een groot deel van het gebied onderworpen aan de Azteken. De Totonaken staan al sinds oudsher bekend als goede landbouwers. Zij waren de eersten die vanille verbouwden. Ze verbouwden ook maïs, pompoenen, bonen en chilipepers. Tijdens de grote hongersnood halverwege de 15e eeuw was er in de Totonaakse gebieden dan ook geen tekort aan voedsel, waardoor sommige Azteken zichzelf in ruil voor voedsel als slaaf aan hen verkochten.
Cempoala was de eerste grote Meso-Amerikaanse stad die door de Europese invallers werd bezocht. Vanwege het oppressieve Azteekse bewind sloten de meeste volkeren uit het golfgebied zich aan bij Hernán Cortés gedurende diens verovering van het Azteekse rijk. De stad Veracruz werd in 1519 door Cortés als Villa Rica de la Vera Cruz gesticht, waarmee het de eerste Europese nederzetting in Mexico was.
Tijdens de koloniale periode was Veracruz een van de belangrijkste gebieden voor de economie van Nieuw-Spanje. Het leeuwendeel van de schepen van en naar Europa reisde via Veracruz. Door de vermenging van Europeanen, Indianen en Afrikaanse slaven werd Veracruz een van de cultureel gevarieerdste gebieden van het Spaanse koloniale rijk. Desalniettemin kreeg Veracruz herhaaldelijk te maken met invallen van Engelse en Nederlandse piraten en opstanden van slaven, waarvan die van Gaspar Yanga van 1609 het bekendst is.
De onafhankelijkheidsstrijd in Veracruz werd vooral geleid door Guadalupe Victoria en Antonio López de Santa Anna. In 1821 tekende de laatste Spaanse vicekoning Juan de O'Donojú in de Veracruzaanse stad Veracruz het verdrag van Córdoba, waarbij de onafhankelijkheid van Mexico werd vastgelegd. Het fort San Juan de Ulúa bleef evenwel tot 1825 in Spaanse handen. Santa Anna was in de decennia na de onafhankelijkheid de machtigste man in Mexico, en had zijn machtsbasis in zijn geboortestaat Veracruz. Meerdere keren moest hij er interventies afslaan: in 1829 een Spaanse poging tot herovering van Mexico en in 1838 de Franse interventie in de Gebakoorlog. Het meest traumatisch was evenwel het beleg van Veracruz tijdens de Amerikaans-Mexicaanse Oorlog, wat het begin was van een vernederende nederlaag voor Mexico.
Ook na de oorlog met de Verenigde Staten kreeg de deelstaat geen rust. Tijdens de Hervormingsoorlog sloeg de liberale regering van Benito Juárez zijn hoofdstad op in Veracruz, en werden er meerdere slagen geleverd tegen de conservatieve leider Miguel Miramón. Vanuit Veracruz proclameerden de liberalen hun Hervormingswetten. Ook na de liberale overwinning in 1861 was het nog niet gedaan, want aan het einde van dat jaar werd Veracruz bezet door een Frans-Engels-Spaanse troepenmacht om afbetaling van schulden te eisen. Dit was het begin van de Franse interventie in Mexico. Een van de generaals die in Veracruz de Franse invallers bevocht was Ignacio de la Llave, die in 1863 sneuvelde op het slagveld en waarnaar de staat tegenwoordig genoemd is. De Franse interventie eindigde in 1867 met de definitieve overwinning van de liberalen. In de daaropvolgende jaren werd Veracruz verregaand gemoderniseerd; zo werden de eerste telegraaflijnen en spoorbanen aangelegd. De hoofdstad werd verplaatst naar Orizaba en later naar Xalapa, opdat het voortaan niet meer zo eenvoudig bezet zou kunnen worden. Tegen het einde van de 19e eeuw werd er begonnen met het winnen van olie.
Een staking in Orizaba in 1907 werd bloedig uiteengeslagen en zou een van de aanleidingen vormen voor het uitbreken drie jaar later van de Mexicaanse Revolutie, die ook in Veracruz veel opschudding veroorzaakte. In 1914 werd de stad Veracruz bezet door de Amerikanen maar. Aan het eind van dat jaar was het grootste deel van de staat in handen van het constitutionalistisch leger van Venustiano Carranza, hoewel Manuel Peláez en Félix Díaz zich nog lange tijd tegen Carranza bleven verzetten. In de nadagen van de revolutie waren Heriberto Jara Corona en later Adalberto Tejeda de sterke mannen van de regio. Tejada's regering werd gekenmerkt door sociale ontwikkeling en het strikt naleven van de anti-klerikale wetgeving. Zo liet hij de naam van de staat veranderen van Vera Cruz naar Veracruz om het minder christelijk te laten klinken. Nieuwe opschudding ontstond in 1936 toen de populaire Manlio Fabio Altamirano tot gouverneur werd gekozen, maar werd vermoord voordat hij aan kon treden.
Na de nationalisering van de olie-industrie in 1938 kwam de olie-industrie sterk op gang, met een heuse boom in de jaren zeventig, terwijl in de tweede helft van de twintigste eeuw ook waterkrachtcentrales een grote bijdrage gingen leveren aan het energiepotentieel van de deelstaat. Ondanks de olierijkdommen is Veracruz nog altijd een van de armere staten van Mexico.
De voormalige gouverneur van de staat was Javier Duarte de Ochoa van de Institutioneel Revolutionaire Partij (PRI). In 2010 kwam hij op deze positie en in oktober 2016 verdween hij opeens. Hij werd door de politie gezocht voor witwaspraktijken, georganiseerde misdaad en corruptie. Er werd beslag gelegd op miljoenen dollars en andere bezittingen van de voormalige gouverneur. Een beloning van 15 miljoen peso moest leiden naar informatie waarop zijn arrestatie zou volgen. In april 2017 werd hij in Guatemala opgepakt.

## Cultuur

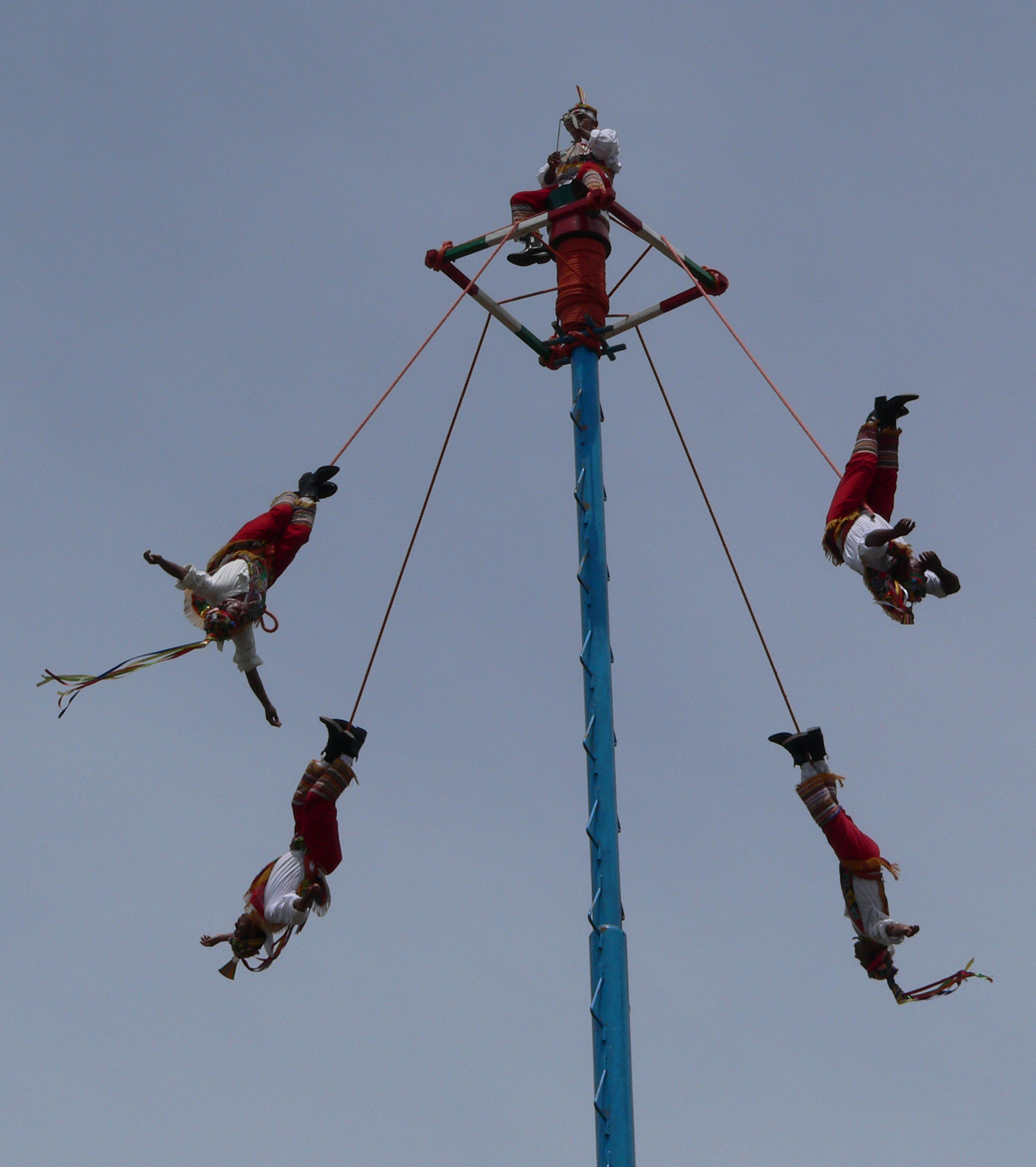
De voladores van Papantla

Veracruzanen staan in Mexico bekend als mensen die wel van een feestje houden. Muziek en dans uit Veracruz zijn dan ook internationaal bekend. Een typisch Veracruzaanse muziekstijl is de son veracruzano, een variant van de Cubaanse son en wordt gekenmerkt door een combinatie van Indiaanse, Spaanse, Afrikaanse en Caribisch klanken. Het bekendste Veracruzaanse lied is zonder twijfel La Bamba. Dit was oorspronkelijk een nummer dat op bruiloften werd gespeeld en is in de jaren 50 door Ritchie Valens een hit geworden. Papantla, een plaatsje nabij El Tajín, is bekend vanwege de voladores. Deze traditie gaat al terug op precolumbiaanse rituelen, waarbij de voladores van een 80 meter hoge paal naar beneden cirkelen.
Het Spaans dat in Veracruz wordt gesproken wijkt aanzienlijk af van dat van de rest van Mexico. Het wordt dan ook niet tot het Mexicaans Spaans gerekend, maar tot het Caribisch Spaans, dat vooral gekenmerkt wordt door het inslikken van medeklinkers.
In Veracruz zijn twee monumenten opgenomen op de lijst van Werelderfgoed, de historische monumentenzone van Tlacotalpan en de precolumbiaanse stad El Tajín. Behalve voor de precolumbiaanse vindplaatsen, wordt Veracruz ook bezocht door toeristen vanwege haar witte stranden.

## Gemeenten
Veracruz bestaat uit 212 gemeenten, zie Lijst van gemeenten van Veracruz.